# Хогеванк
Хогеванк (арм. Հոգեվանք; также известный как Хокеванк, Огеванк, Кармир ванк арм. Կարմիր վանք, церковь Святого Карапета (Сурб Карапет), монастырь Дзорагюх, арм. Ձորագյուղի վանք) — армянский монастырский комплекс XIII века, расположенный в 3 км к северо-западу от села Сарнахбюр Ширакской области Армении.  

## История
Согласно надписи над северным входом, Хогеванк построен в 1205 году. 23 ноября 2013 года монастырь был освящен предводителем Ширакской епархии епископом Микаэлом Аджапахяном. Духовный пастырь общины Сарнахбюр отец Степанос Аветисян рассказал, что, хотя принято считать датой постройки Хогеванка XIII век, в некоторых документах есть сведения о нём с VII века. В последний раз монастырь ремонтировали в 1985 году.

## Устройство монастыря
Хогеванк относится к купольному зальному типу. С восточной стороны находится полукруглая старшая усыпальница, по обеим сторонам которой расположены сводчатые складские помещения прямоугольной формы. Имеет два входа, с западной и северной сторон. Купол с цилиндрическим барабаном был снесен в 1939 году в результате землетрясения и был отремонтирован в 1980-х годах. Построена из тесаных камней из красного туфа. Черный и серый туф также использовался при последующих ремонтных работах.

## Галерея
- Внешний вид
- Внешний вид
- Алтарь
- Внутри церкви
- Одна из икон
- Памятная табличка
- Вид от монастыря
- Останки хачкара
- Хачкары